# محمد سیلا (بازیکن فوتبال، زاده ۲۰۰۱)
محمد سیلا (انگلیسی: Mohamed Sylla؛ زادهٔ ۱۲ نوامبر ۲۰۰۱) بازیکن فوتبال اهل ساحل عاج است.
وی همچنین در تیم ملی فوتبال ساحل عاج بازی کرده است.